# Лампланд (лунный кратер)
Кратер Лампланд (лат. Lampland), не путать с кратером Лампланд на Марсе, — крупный древний ударный кратер в южном полушарии обратной стороны Луны. Название присвоено в честь американского астронома Карла Лампланда (1873—1951) и утверждено Международным астрономическим союзом в 1970 г. Образование кратера относится к донектарскому периоду.

## Описание кратера
Ближайшими соседями кратера являются кратеры Неуймин и Уотермен на северо-западе; кратер Субботин на северо-востоке; кратер Этвёш на юго-востоке и кратер Больяй на юго-западе. Селенографические координаты центра кратера 31°10′ ю. ш. 131°31′ в. д. / 31,17° ю. ш. 131,51° в. д., диаметр 63,0 км, глубина 2,7 км.
Кратер Лампланд имеет близкую к циркулярной форму с небольшой впадиной в юго-западной части в месте слияния с сателлитным кратером Лампланд R (см. ниже). Вал сглажен и перекрыт множеством мелких кратеров. Высота вала над окружающей местностью достигает 1250 м, объём кратера составляет приблизительно 3700 км³.  Дно чаши сравнительно ровное, испещрено множеством мелких кратеров, северо-восточная часть чаши отмечена приметным чашеобразным сателлитным кратером Лампланд A. В юго-восточной части чаши находится область пород с более низким альбедо.

## Сателлитные кратеры
| Лампланд | Координаты                                              | Диаметр, км |
| -------- | ------------------------------------------------------- | ----------- |
| A        | 30°29′ ю. ш. 131°48′ в. д. / 30,49° ю. ш. 131,8° в. д.  | 12,6        |
| B        | 29°39′ ю. ш. 132°07′ в. д. / 29,65° ю. ш. 132,12° в. д. | 11,6        |
| K        | 33°01′ ю. ш. 132°46′ в. д. / 33,01° ю. ш. 132,77° в. д. | 45,4        |
| M        | 33°35′ ю. ш. 131°21′ в. д. / 33,59° ю. ш. 131,35° в. д. | 36,4        |
| Q        | 32°37′ ю. ш. 130°04′ в. д. / 32,61° ю. ш. 130,07° в. д. | 12,8        |
| R        | 31°43′ ю. ш. 129°47′ в. д. / 31,71° ю. ш. 129,79° в. д. | 42,8        |

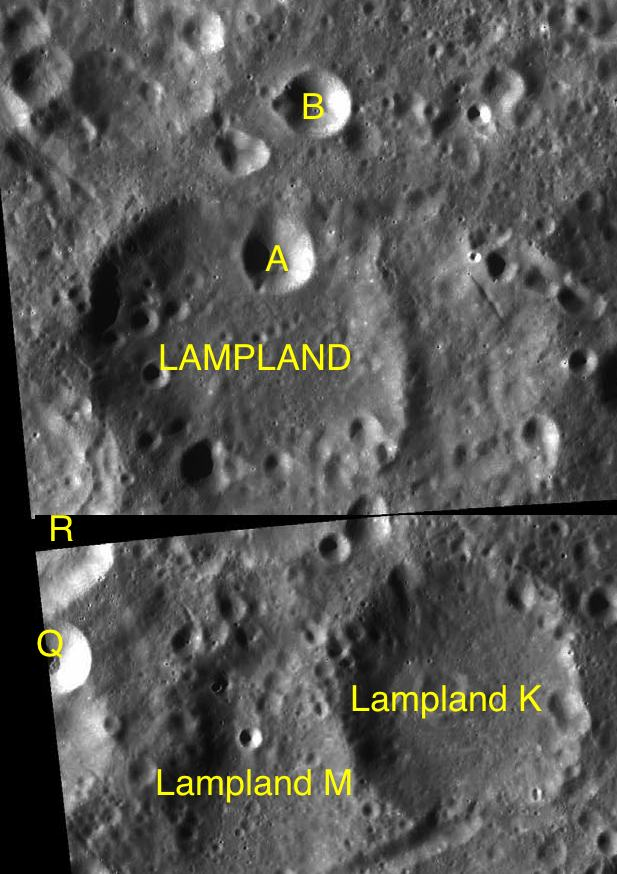
Фрагменты карт LAC-102, LAC-118.

- Образование сателлитных кратеров Лампланд K и R относится к нектарскому периоду[1].

## См.также
- Список кратеров на Луне
- Лунный кратер
- Морфологический каталог кратеров Луны
- Планетная номенклатура
- Селенография
- Минералогия Луны
- Геология Луны
- Поздняя тяжёлая бомбардировка